# Римская кавалерия

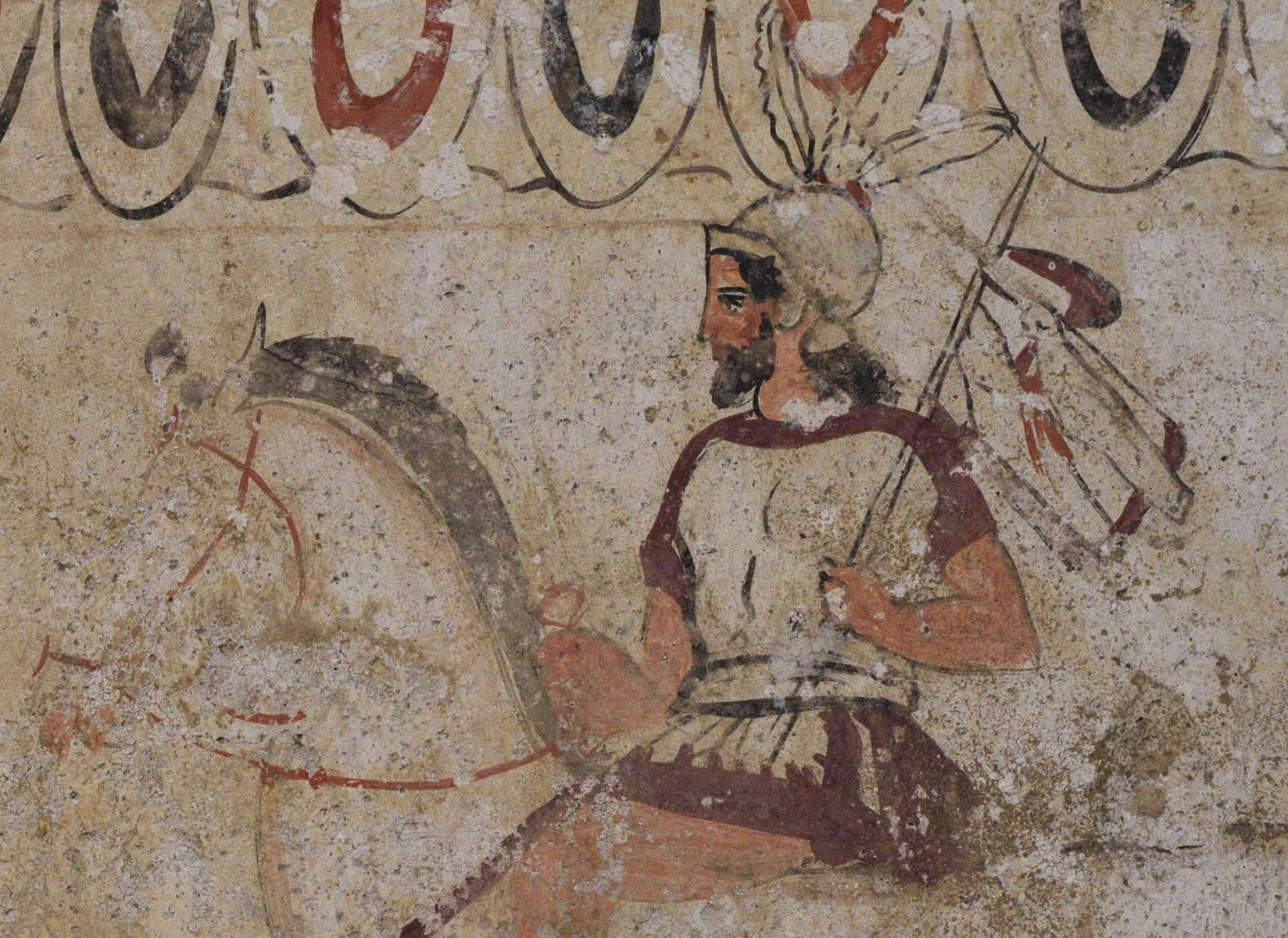
Возвращение воина, деталь фрески из луканской гробницы, IV век до нашей эры.

Римская кавалерия — конница в древнеримской армии, включая союзническую и федератскую.

## История
Конница Древнего Рима входила в сухопутные войска (войско) Вооружённых сил Древнего Рима. 
Римское войско почти за всё время своего существования было, как доказала практика, самым передовым, в то время, среди остальных европейских государств Древнего мира, пройдя путь от народного ополчения до профессиональной регулярной пехоты и конницы с множеством вспомогательных подразделений и союзническими формированиями. При этом главной боевой силой всегда была пехота (в эпоху Пунических войн фактически появилась прекрасно показавшая себя морская пехота). Основными преимуществами римского войска были мобильность, гибкость и тактическая обученность, что позволяло ей действовать в условиях различного рельефа местности и в суровых погодных условиях.
При стратегической угрозе Риму или Италии либо достаточно серьёзной военной опасности (tumultus) прекращались все работы, останавливалось производство и в войско (армию) набирались все, кто мог просто нести оружие — жители этой категории назывались tumultuarii (subitarii), a войско — tumultuarius (subitarius) exercitus. Так как обычная процедура набора занимала больше времени, главнокомандующий этим войском магистрат выносил из Капитолия специальные знамёна: красное, обозначающие набор в пехоту, и зелёное — в конницу, после чего традиционно объявлял: «Qui respublicam salvam vult, me sequatur» («Тот кто хочет спасти государство, пусть последует за мной»).
В начале царского периода войско Рима состояло из 3 000 человек пехоты и трёх сотен всадников (Целеров (лат. Celer — скорый)) и находилось под начальством царя.
300 всадников, которых Ромул, по преданию, выбрал для собственной охраны из 30 курий в составе трёх центурий, называлось Целеры (Celeres).
Этот отряд всадников из трёх центурий составляли конные контингенты трёх племён (триб): Рамнов (Ramnes), Тициев (Tities) и Люцеров (Luceres), по ста человек от каждой. Впоследствии число их было удвоено Тарквинием Гордым, и они обозначались так: centuriæ Ramnensium, Titiensium, Lucerensium priorum et posteriorum.
Уже во времена римских царей, в Царском Риме, начальника (предводителя, командира) этих охранников (телохранителей) кавалерийского отряда называли Трибун целеров (tribunus celerum), по отношению к царю он имел подобное положение как начальник конницы (magister equitum) по отношению к диктатору. 
Трибун целеров имел право заменять римского царя в народном собрании и сенате.
По мнению Моммзена, трибунов целеров было три, причём они имели значение и положение простых командиров конницы, соответствуя военным трибунам пехоты, и видел в них регулярную конницу, хотя, по свидетельству некоторых древних историков, отряд целеров состоял из пехотинцев или из пехотинцев и кавалеристов.
Известно, что 300 всадников — целеров разделялись на 10 турмы (компания) по 30 человек в каждой. В каждой турме было три декурии, которых выбирали трибуны, и трое замыкающих (лат. Optiones). Очевидно, что эти единицы по 10 человек (декурии) были рядами, а значит, конница строилась шеренгой в пять или десять человек в глубину — в зависимости от обстоятельств.

### Период республики
О римской кавалерии периода республики сведений достаточно мало. В конце V столетия, уже во время республики, было введено деление легиона, по степени боевой опытности граждан, на три разряда.
В случае вооружённого конфликта (войны), ежегодно набирались 16 800 пехотинцев и 1 200 кавалеристов из граждан, к которым присоединялись еще не менее 20 000 союзного италийского войска из соседних с республикой италийских государств.
Римская конница в это время была частью легиона и формировалась в той же местности, что и собственно легион. Известно также, что треть лучшей конницы союзников и пятая часть их лучших пехотинцев отбирались для того, чтобы образовать особую боевую единицу — экстраординариев (лат. Extraordinarii). Они были ударной силой для особых поручений и должны были прикрывать легион на марше.
Во время Второй Пунической войны в сражениях при Требии и Каннах испанская, нумидийская и карфагенская конница Ганнибала буквально уничтожили римских и италийских всадников, прикрывавшие фланги легионов, и оставили открытыми фланги римской армии, что собственно и решило судьбу этих сражений. Такие формирования были созданы лишь для прикрытия флангов и назывались алы. И хотя Сципион впоследствии очень удачно воспользовался нумидийскими всадниками против Ганнибала, однако римляне и в дальнейшем не уделяли внимания своей коннице.
Римляне после Пунических войн чаще использовали не конницу из римских всадников и союзников-италийцев, а нумидийские, галльские, германские, испанские и прочие наёмные отряды, или как отдельные части-алы (300—400 человек) или по 120 человек в легионе.
Примерно в середине II века до н. э. римляне принимают важное решение ликвидировать конницу в легионах и использовать варварскую, командирами которой были местные варварские вожди, или же предназначались римляне. Так уже Цезарь активно использовал против Помпея отряды галльских и германских всадников.

### Период ранней империи
Основной частью конницы времён принципата были галльские конники, единообразно вооружённые и организованные в алы под руководством префектов из римлян. Ауксиларии-нумидийцы и некоторые другие действовали по своим обычаям и своим оружием, но под руководством префектов. К примеру, нумидийцы славились как лёгкая кавалерия, метающая дротики и невероятно мобильная. Галлы, иберы и германцы использовались как ударная конница и разведка. В охране императора было от 1 000 до 2 000 всадников-батавов (Germani corporis custodes). При Траяне появилась первая ала дромедариев (всадников на верблюдах, для замены лёгкой кавалерии в условиях пустыни), а при Адриане — первая регулярная часть катафрактариев (тяжёлой кавалерии).

### Период поздней империи

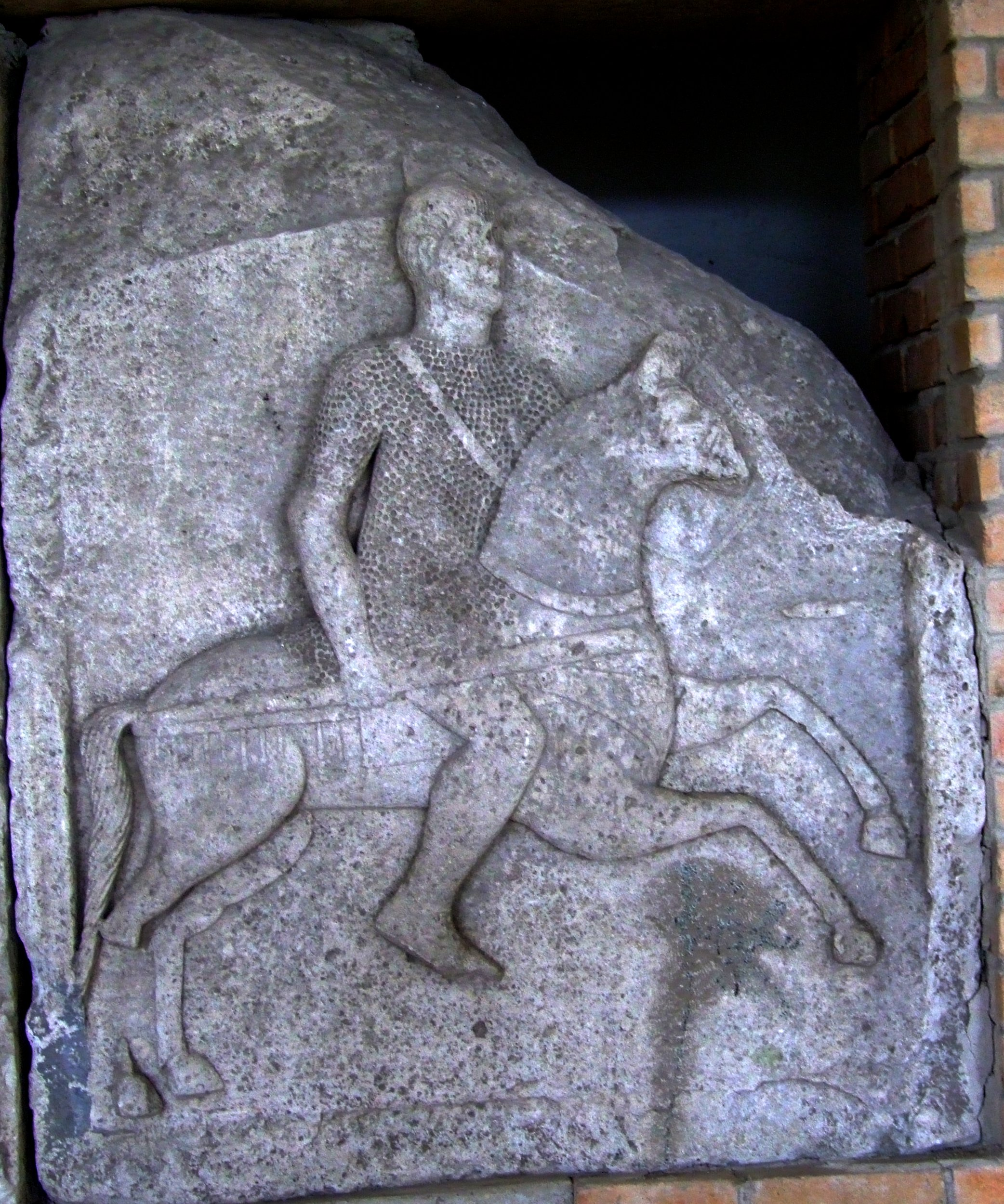
Римский кавалерист. Фрагмент трофея Траяна

При Галлиене для защиты границы создана целая конная армия из далматов, мавров (мавры и далматы действовали, как нумидийцы, но имели доспехи и лёгкие пики, во всяком случае далматы), эквитов сагитариев (конных стрелков), эквитов скутаторов (всадников со скутумами), эквитов стаблезианцев (конные легионеры из охраны наместников провинции) и эквитов промотов (отдельно действующей легионной конницы). Значительная часть конного корпуса набиралась в западно-балканских провинциях (из далматов, дарданцев и паннонцев) на территории современных Албании, Македонии, Сербии и Хорватии, что позволило командованию выделить их отряды в особое соединение. Во всяком случае, византийский комит Зосим (425 — ок. 518) неоднократно упоминал в «Новой истории» о "Далматской коннице", успешно действующей  в  военных кампаниях Галлиена (253—268), Клавдия II (268—270) и Аврелиана (270—275).  В  организационном  отношении  конница  далматов  состояла  из  вексилляций (по 500 чел.)  — "vexillationes equitum Dalmatarum", а возглавлял соединение военачальник в ранге дукса — "dux Dalmatarum". Император Диоклетиан (284—305) разделил соединение и рассредоточил далматов по разным границам. При этом шесть вексилляций несли службу на западе Империи, и шесть — на востоке.
Equites Dalmatae сумели не пустить в III веке готов в Иллирик после гибели армии Деция, а при Аврелиане они и мавританская конница сумели разбить пальмирских катафрактов Зенобии. Позднее часть этих подразделений при Диоклетиане вошла в состав комитаторов, часть осталась на границе (части комитатов и лимитанов имели те же названия, отличаясь лишь приставкой по гарнизону, или комитаты либо палатины). Также тогда сформировали конный эскорт (эквиты комиты), а при Константине были сформированы схолы — гвардейские конные отряды, заменившие преторианцев. Тогда же усиливается роль конных стрелков и катафрактариев как ответ на персидскую и германскую конницу. Конница стала почётнее пехоты и служба в ней лучше оплачивалась, но, хотя она действовала в целом неплохо, часто из-за трусости конницы (в основном катафрактов), пехота оказывалась на грани разгрома, как пехота Юлиана под Страсбургом, когда после бегства катафрактов бой против превосходящих сил вела (и сумела выиграть) пехота, или во время его персидского похода. При Адрианополе из-за необдуманной атаки и бегства конницы была окружена и уничтожена пехота комитатов Востока. Римляне после Адрианополя активно пользовались конными федератами (гуннскими конными лучниками и готскими конными копейщиками).

## Ранняя Византия
Одновременно основой мощи Византии стал катафракт — конный лучник с хорошей бронёй, способный действовать и пикой. Такие солдаты помогли Велизарию отбить натиск персов в Сирии и отвоевать Италию у остготов, а Африку у вандалов, народов, славившихся своей сильной конницей. При Юстиниане пехота (комитаты) были из имперских граждан (исавров, иллирийцев), а конница в основном из федератов, однако тогда варвары (готские стрелки) служили и в пехоте, а имперские жители служили иногда в частях федератов. Как катафрактарии Велизария, так и готские, герульские и лангобардские конные копейщики часто спешивались и строились фалангой, в чём видел их превосходство над пехотой (наряду с лучшей выучкой, мобильностью и вооружением) император Маврикий в своём «Стратегиконе». Прокопий Кесарийский отмечал, что во время Готской войны многие пехотинцы старались обзавестись конём, чтобы иметь возможность попасть в кавалерию.